# Bogovina
Bogovina (en serbe cyrillique : Боговина) est une ville de Serbie située dans la municipalité de Boljevac, district de Zaječar. Au recensement de 2011, elle comptait 1 149 habitants.

## Démographie

### Évolution historique de la population
| 1948  | 1953  | 1961  | 1971  | 1981  | 1991  | 2002  | 2011  |
| ----- | ----- | ----- | ----- | ----- | ----- | ----- | ----- |
| 1 753 | 2 001 | 2 444 | 2 086 | 1 810 | 1 611 | 1 348 | 1 149 |

|  |